# Jan Ingenhousz

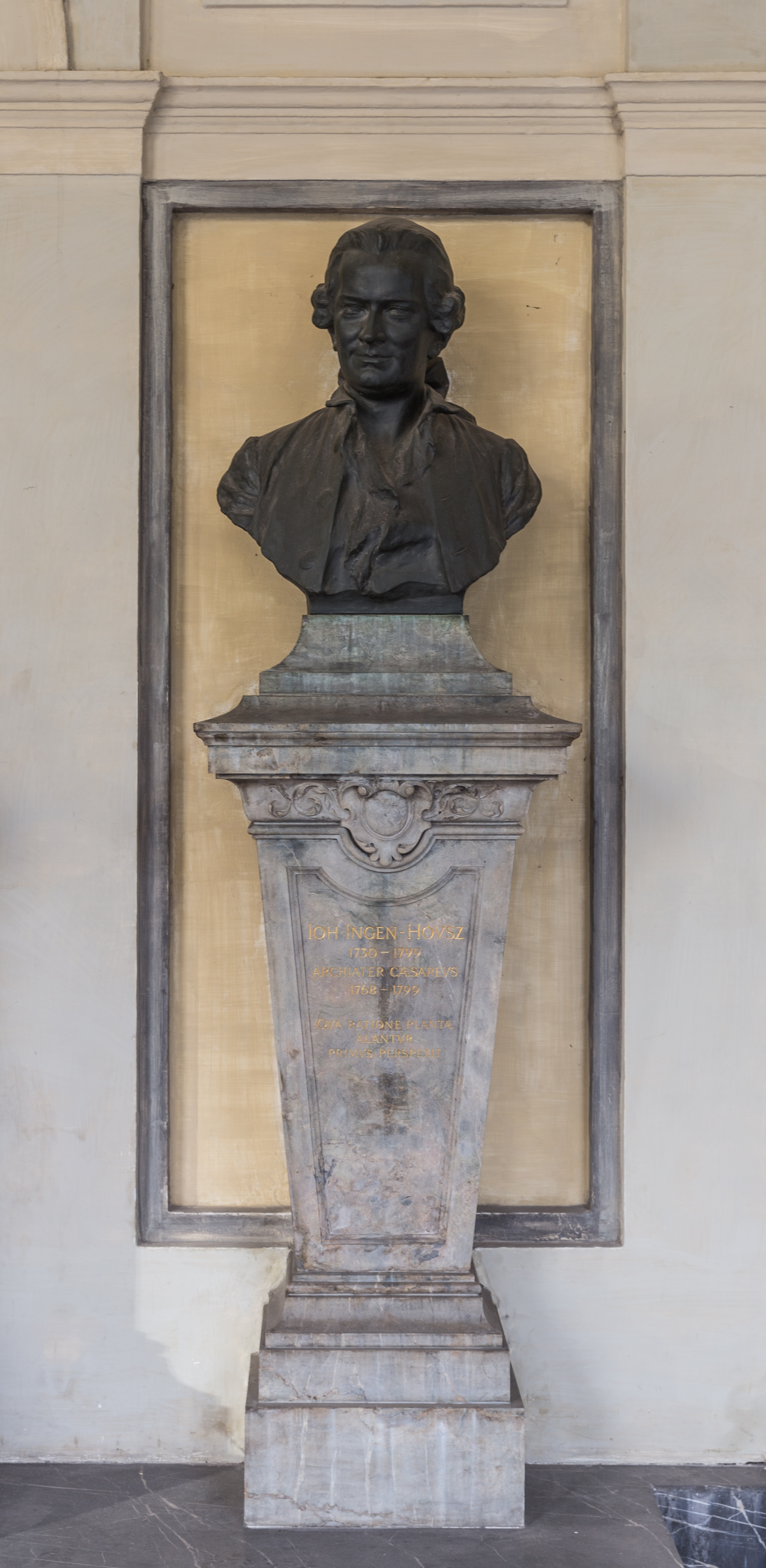
Denkmal für Jan Ingenhousz im Arkadenhof der Universität Wien

Jan Ingenhousz (* 8. Dezember 1730 in Breda; † 7. September 1799 in Bowood Park) war ein niederländischer Arzt und Botaniker. Er gilt als Begründer der Photosyntheseforschung.

## Leben
Ingenhousz stammte aus einer Kaufmannsfamilie, studierte an den Universitäten in Löwen und Leiden Medizin und ließ sich nach der Promotion 1753 in seiner Heimatstadt Breda als Arzt nieder. Der englische Arzt John Pringle (damals Präsident der Royal Society) lud ihn 1765 ein, nach London zu kommen. Dort lernte Ingenhousz Persönlichkeiten wie Benjamin Franklin und Joseph Priestley kennen. Bereits 1769 wurde er Mitglied der Royal Society. 1786 wurde er zum Mitglied der American Philosophical Society gewählt.

## Wissenschaftliches Werk

### Pockenschutzimpfung
Ingenhousz war ein Verfechter der – bereits von Mary Wortley Montagu propagierten – Pockenschutzimpfung; er entnahm Patienten, die an einer milden Form der Pocken erkrankt waren, Serum (mit noch lebenden Viren) und „inokulierte“ damit noch nicht erkrankte Personen („Variolation“). Ingenhousz impfte die Familie Georgs III. von Großbritannien und die Familie von Kaiserin Maria Theresia und arbeitete von 1768 an als Hofarzt in Wien bei einem jährlichen Salär von 5000 Gulden.

### Photosynthese
Priestley hatte 1774 das Element Sauerstoff (dephlogistierte Luft) als Bestandteil der Luft isoliert und festgestellt, dass „faulige Luft“ durch Pflanzen wieder aufgefrischt werden konnte. Rätselhaft war jedoch, unter welchen Bedingungen dies geschah. Dies stand im Widerspruch zu den Beobachtungen des Chemikers Carl Wilhelm Scheele, der angab, dass Pflanzen die Luft verschlechtern können.
Zur Klärung dieses unterschiedlichen Beobachtungen führte Ingenhousz nach seiner Rückkehr aus Wien 1779 umfangreiche Versuchsreihen durch. Die Ergebnisse veröffentlichte er in der Schrift „Experiments upon vegetables …“. Darin legte er dar, dass Pflanzen in Dunkelheit Kohlenstoffdioxid (fixe Luft) abgeben, dieses unter Lichteinwirkung – abhängig von der Intensität – aufnehmen und Sauerstoff abgeben. Weiter zeigte er, dass der Kohlenstoff, den Pflanzen zum Wachstum benötigen, nicht dem Boden entzogen wird (wie bis dahin angenommen), sondern aus der Umgebungsluft stammt. Er hatte damit entdeckt, dass Licht für das Wachstum und Luftreinigung (von tierischem Atem) von Pflanzen notwendig ist; dies war der Beginn der Photosyntheseforschung. Seine Untersuchungen hatten auch Einfluss auf Antoine de Lavoisier.

### Physik
Ingenhousz stellte auch eine Reihe von Versuchen an zur elektrischen Leitfähigkeit unterschiedlicher Materialien und zum Magnetismus. 1766 hatte er einen Generator für statische Elektrizität konstruiert. 1775 berichtete er über seine Untersuchungen am Zitterrochen (englisch torpedo). Gelegentlich wurde er mit einer Arbeit aus dem 1780er Jahren als wahrer Entdecker der Brownschen Molekularbewegung dargestellt, doch ist das sehr zweifelhaft (siehe den Artikel Brownsche Molekularbewegung). 1789 führte er die ersten zuverlässigen Versuche zur Wärmeleitfähigkeit von metallenen Stäben durch. „Nebenbei“ konstruierte er ein mit Wasserstoff arbeitendes Feuerzeug (um den lästigen Zündschwamm unnötig zu machen) und experimentierte mit einer elektrisch gezündeten Äther-Pistole, die auch unter der Bezeichnung elektrische Pistole bekannt wurde.

## Auszeichnungen
Im Jahr 1910 wurde in Wien-Alsergrund (9. Bezirk) die Ingen-Housz-Gasse nach ihm benannt.

## Veröffentlichungen
- Experiments upon Vegetables: Discovering their Great Power of Purifying the Common Air in the Sunshine and of Injuring it in the Shade at Night (1779), online bei GoogleBooks
- An Essay on the Food of Plants and the Renovation of Soils (1796).
- Experiments on the Torpedo (1775)

## Zitate
Alexander von Humboldt in „Einleitung über einige Gegenstände der Pflanzenphysiologie“, der deutschen Ausgabe des „Essay on the food of plants and the renovation of the soil“ (1798, übersetzt durch Johann Gotthelf Fischer von Waldheim) vorangestellt:

„Herr Ingenhouszen gehört zu der kleinen Zahl arbeitender Physiker, welche das fruchtbare Talent besitzen, nicht nur einzelne Gegenstände mit bewundernswürdiger Anstrengung zu verfolgen, sondern auch jede neue Erscheinung (statt sie isoliert zustellen) harmonisch mit den älteren zu verbinden. Seine Schriften lehren, daß er den großen Zweck aller Naturforschung, dies Zusammenwirken der Kräfte, zu untersuchen, nie aus den Augen verliert, …“